# Certima albilunata
Certima albilunata är en fjärilsart som beskrevs av Paul Dognin 1910. Certima albilunata ingår i släktet Certima och familjen mätare. Inga underarter finns listade i Catalogue of Life.